# 世界社会フォーラム

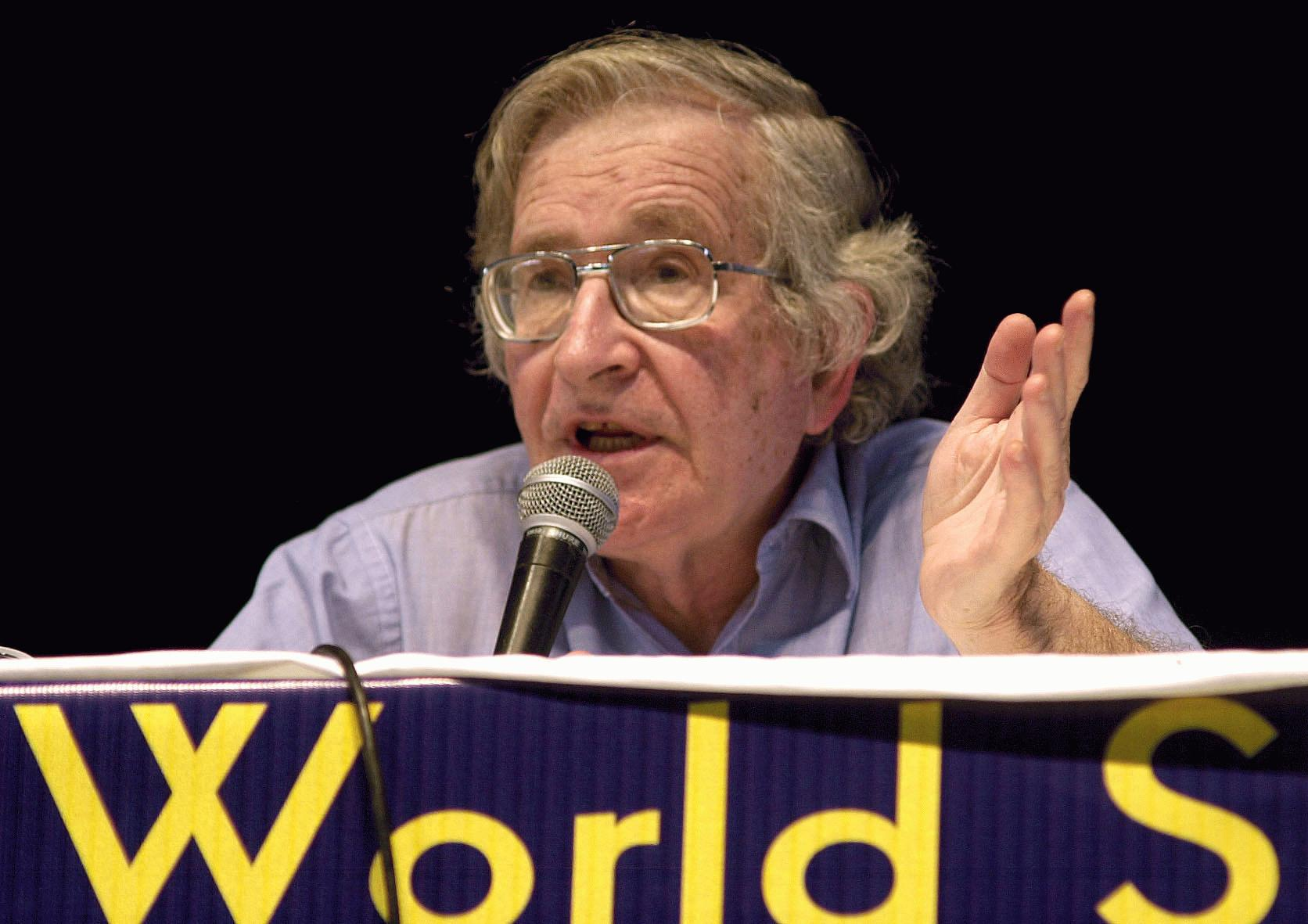
2003年の世界社会フォーラムで話すノーム・チョムスキー

世界社会フォーラム（せかいしゃかいフォーラム、英：World Social Forum、略称：WSF）は、スイスのダボスで開催される「世界経済フォーラム」に対抗するため作られたアルテルモンディアリスムのサミット。ダボスでは、大規模なデモを開催するには、人々を運ぶ交通能力に限界があることと、ニュース番組における、世界経済フォーラムの報道量を減らす両方の側面から、1月に開催されることが多い。
世界社会フォーラムは、地域の「社会フォーラム」を次々に発生させたほか、多くの地域別、国別の社会フォーラムができた。すべてではないが、ほとんどの場合、世界社会フォーラムで作成された、世界社会フォーラム憲章に基づいて運営されている。

## 概要
ATTACの呼びかけにより開始。世界の富の8割がたった2割の人々に独占され残りの人々は貧しいままの現状に異を唱え、グローバリゼーションが世界にもたらす影響と問題を民衆の立場から考える国際運動である。ブラジルのポルトアレグレで2001年に第1回が開催されたため、「ポルトアレグレ会議」の別名がある（この辺りの経過はダボス会議と同様）。合言葉は「もう一つの世界は可能だ」（Another world is possible）。
1999年のWTOシアトル総会に対する反対の実際行動の流れを汲んだ事から、“過激な反グローバリゼーション運動”と見られがちであるが、実際は世界の格差構造を見据えた地球規模の連帯と、民主的現実的代替案を求める世界中のNGO・NPO・社会団体による世界的ネットワークである。
2005年、国際法に違反するとみられるイスラエルの行為を中止させるための政治的・経済的圧力の形成と増強を目的としたグローバルなキャンペーンボイコット、投資撤収、制裁活動を呼び掛けた。

## 世界社会フォーラム憲章
最初の世界社会フォーラムを計画・運営した世界社会フォーラム運営委員会を構成するブラジルの諸組織によって2001年4月9日にサンパウロで決議され、2001年6月10日、世界社会フォーラム国際委員会によって修正承認された。。
全文がウィキソースに収録されている（英語）。日本語訳は外部リンクを参照。（"Charter of Principles"の"Principles"の扱いにより、日本語訳の題名は憲章の前に「基本」「原則」あるいは「基本原則」が付される異同がある。）

## 歴史

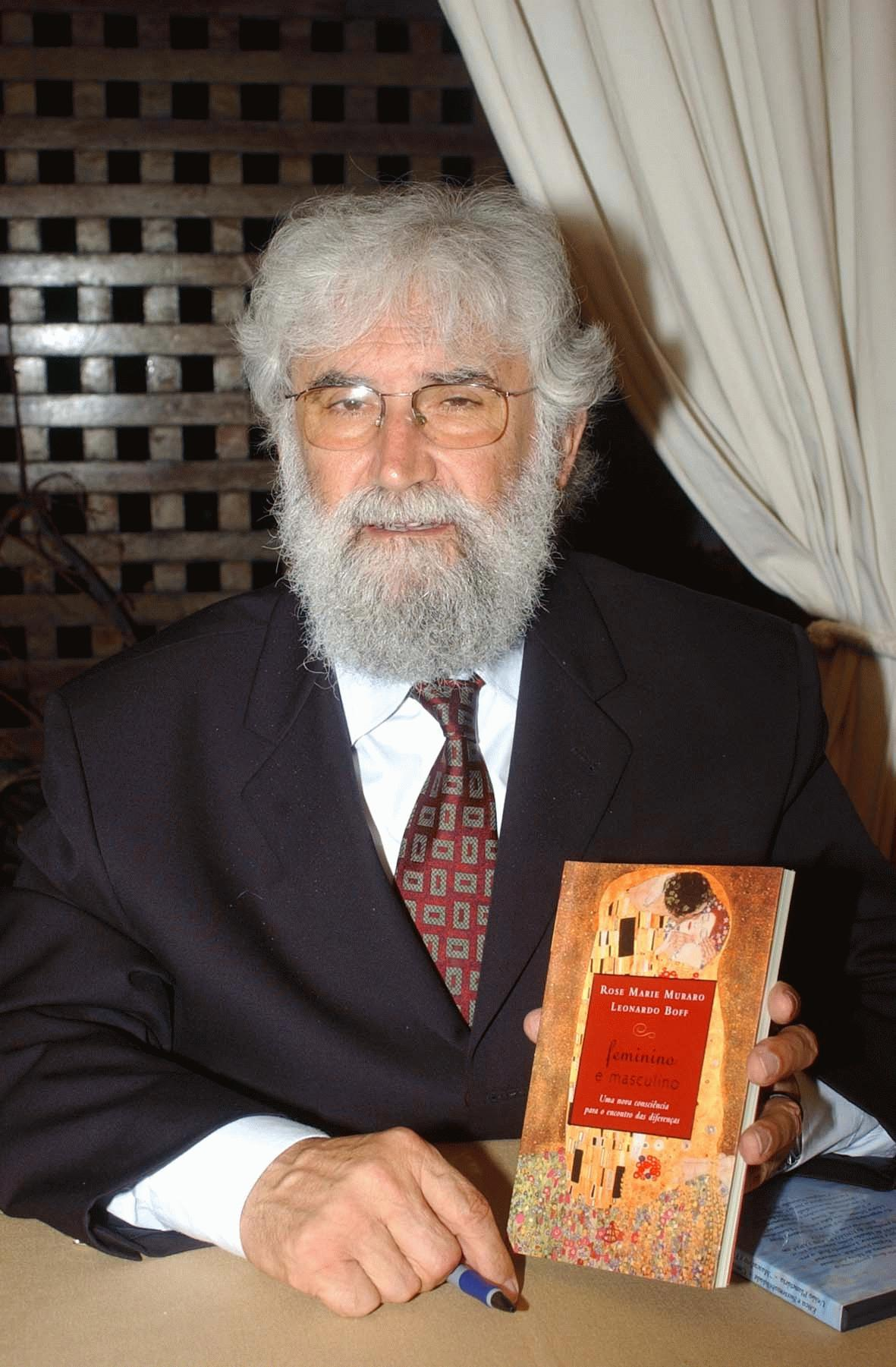
2005年に参加したレオナルド・ボフ

最初の世界社会フォーラムは、2001年1月25日から30日まで、ブラジルのポルト・アレグレで開かれた。フォーラムは、「もうひとつのグローバル化運動」に参加する多くの団体で組織された。参加団体には、ATTACフランス協会を含む。このころ、労働者党 (PT)に率いられたポルトアレグレ政府の援助を部分的に受けている。ポルトアレグレは、伝統的な代表権を持った機関と住民の公開会議を組み合わせる、地域政府の革新的モデルを実験していた。12,000人が世界中から参加し、当時、ブラジルも変革期であり、翌2002年のブラジル大統領選には、労働者党候補ルーラが当選した（2006年に60%以上の得票で再度当選し、2011年まで任期を延ばした）。
第1回と第2回の間に、最初の世界社会フォーラムを計画・運営した委員会によって世界社会フォーラムの目的と運動趣旨を定めた憲章作成が決議され、世界社会フォーラム国際委員会によって承認された。
第2回目の世界社会フォーラムは、2002年1月31日から2月5日まで、再度ポルトアレグレで開催された。12,000人の123ヶ国からの公式代表のほか、出席者は60,000人になり、652のワークショップと、27の会議に参加した。
第3回目の世界社会フォーラムは、2003年1月に同じくポルトアレグレで開催された。同時進行でさまざまなワークショップが開かれた。ワークショップには、共産主義でもない、資本主義でもない、資本主義後の生活ワークショップがあった。これは、これまでと違う、社会的、政治的、経済的な対話構造の参加可能性を探るものだった（参考:資本主義後の生活ワークショップ（英語））。2003年には、アメリカの著名な言語学者・政治学者であるノーム・チョムスキーもスピーカーとして参加した。
第4回の世界社会フォーラムは、2004年1月16日から1月21日まで、インドのムンバイで開かれた。75000人の参加が予想されたが、それより数千人多く人が参加した。この回では、文化的な多様性や、自由ソフトウェアに関して採り上げられた決定が注目される点である。キースピーカーの一人に、2001年にノーベル経済学賞を受賞した、ジョセフ・E・スティグリッツがいた。
第5回は2005年1月26日から1月31日まで、ブラジルのポルトアレグレで行われた。登録された参加者だけで155,000人（ポルトアレグレ・マニフェスト en:Porto Alegre Manifesto より）で、ブラジル、アルゼンチン、アメリカ、ウルグアイ、フランスだけで多くを占める。
第6回は、2006年1月にベネズエラのカラカスとマリのバマコで行われ、3月にパキスタンのカラチで行われた。カラチの3月開催は、パキスタン地震によって遅れたためである。
第7回は、2007年1月に、ケニアのナイロビで行われた。110ヶ国から、1400団体、66,000人の登録参加者が集まり、それまででもっとも世界を代表する形の世界社会フォーラムだった。
アメリカの地域フォーラムは、アメリカの南西部、北西部、北東部、中西部、中東部で行われた。2007年6月27日から7月1日まで、2007年アメリカ社会フォーラムが、アトランタの繁華街で行われた。
第8回は、特定の場所で開催はされない。その代わりに2007年1月26日が「国際行動デー」として世界行動・結集の日として呼びかけが始まっており、世界各地でイベントが開催される予定。

### 歴代開催地一覧
- 第1回～第3回：ブラジル・ポルトアレグレ、2001年～2003年

World Social Forum 2003
- 第4回：インド・ムンバイ、2004年

World Social Forum, India 2004
- 第5回：ポルトアレグレ、2005年
- 第6回：ベネズエラ・カラカス;マリ・バマコ;パキスタン・カラチ、2006年

World Social Forum, 2006
Polycentric WSF 2006 – Bamako, Mali and Caracas, Venezuela
Southeast Social Forum 2006
Midwest Social Forum 2006
World Social Forum Karachi : A left critique
- 第7回：ケニア・ナイロビ、2007年1月20日～25日

WSF in Nairobi, 20-25 January, 2007
- 国際委員会以外による個別フォーラム開催
  - Boston Social Forum 2004
  - Southwest Ontario Regional Social Forum 2006
  - Southeast Social Forum 2006(USA)
  - 2007年アメリカ社会フォーラム

## 批判
世界社会フォーラムはもう一つのグローバリゼーション (alter-globalism) の取り組みであるが、反グローバリゼーション運動と同じ批判の影響下にある。つまり、「グローバリゼーションや資本主義は避けられないのに、それに反対する」「グローバリゼーションや資本主義は、世界的な貧困に取り組むための最も効果的なやり方だ」と言う批判である。当然ながら、この種の批判は対抗組織となっている世界経済フォーラムの参加者を中心になされている。世界社会フォーラムの参加者は「もう一つの世界は可能だ」と言うフォーラムのスローガンを鑑み、「貧困や経済格差を生む悪しきグローバリゼーションが『避けられない』という考え方は、単純にイデオロギー的な神話に過ぎない」と、この批判に応じている。
フォーラムは意思決定の団体ではなく、公共の議論を行う場であるとされているにもかかわらず多くの決議も行うため、参加者が行う批判は、フォーラムが「コンセンサスを得た声明や活動への支持表明（アドボカシー）を作成する、確立した手続き方法がない」と言うものである。さらに、貧しい人々がNGOと共に行う人気の高い活動を打ち消し、取って代わってしまっていると、特にここ数年強く批判されている。アフリカのように、世界の比較的貧しい地域での貧しい人々による活動組織からは、彼らがフォーラムから完全に排除されており、ケニアや南アフリカでは（彼らの主張によれば）外部からの資金提供を受けた左翼的なNGOが世界社会フォーラムでのアフリカ代表を牛耳っているとの抗議が行われている。
現在の世界秩序側である右翼的な批判者は、社会民主主義から無政府主義まで、左翼的な運動をただ含んでいるだけと、世界社会フォーラムが意味するであろう多元論を批判している。一方で、社会主義者や共産主義者など左翼政党から批判されている。理由としては、実践的なアイデアが少ないこと、総合的なものより何かに集中するものが多いこと、新自由主義や帝国主義に対する批判がはっきりしないことなどがある。また、無政府主義者からは、かつてコミンテルン(国際共産党)が行ったように、世界社会フォーラムが、反体制派の中央意思決定機関のように振舞おうとしている、と批判されている。
2001年に、モンサントの遺伝子組み換え実験農場に侵入した上、破壊したことで、参加する活動家によるフォーラム内の活動も批判を受けた。

## 地域フォーラム
地域
- ヨーロッパ社会フォーラム
- アジア社会フォーラム
- 南部アフリカ社会フォーラム
- 地中海社会フォーラム

国別
- ヤパーナ社会フォーラム（日本）
- イタリア社会フォーラム
- オランダ社会フォーラム
- アメリカ社会フォーラム
- インド社会フォーラム

コミュニティ規模
- リバプール社会フォーラム
- ボストン社会フォーラム
- アメリカ中西部社会フォーラム

## 関連事項
- イマニュエル・ウォーラステイン - 世界システム論
- 世界経済フォーラム